# Глухи (Могилёвская область)
Глу́хи (бел. Глухі) — агрогородок в составе Черноборского сельсовета Быховского района Могилёвской области Республики Беларусь.
Ранее данный населённый пункт являлся административным центром упразднённого Глухского сельсовета.

## История

### Российская империя
В 1872 основано 1-классное народное училище (на 1894 44 мальчика и 2 девочки), при нем имелся ночлежный приют.

## Население
- 2010 год — 395 человек
- 2019 год — 367 человек